# Sâlța, Maramureș
Sâlța este un sat în comuna Rozavlea din județul Maramureș, Transilvania, România.
A fost înființat în 2006 dintr-un fost cătun component al localității Rozavlea.

## Etimologie
Etimologia numelui localității: din hidronimul Sâlța sau n. top. (La) Sâlța, der. din subst. reg. înv. sâlță „laț, cursă, capcană" (< ucr. sylice, dim. din silo „laț", Scriban; Candrea, cf. DER; MDA); sau din ucr. selce „sătuc". 

## Demografie
La recensământul din 2011, populația era de 269 locuitori. 